# Gmina Bledzew
Die Gmina Bledzew ist eine Landgemeinde im Powiat Międzyrzecki der Woiwodschaft Lebus in Polen. Ihr Sitz ist das gleichnamige Dorf (deutsch Blesen) mit etwa 1150 Einwohnern.

## Geographie
Die Gemeinde grenzt im Südosten an die Gemeinde der Kreisstadt Międzyrzecz (Meseritz). Zu den Gewässern gehört die Obra, ein Nebenfluss der Warthe. Sie wird in Bledzew zum Zalew Bledzewski aufgestaut, an dem seit 1910 ein Wasserkraftwerk arbeitet.

## Partnergemeinde
- Podelzig im Landkreis Märkisch-Oderland in Brandenburg (Deutschland)

## Gliederung
Die Landgemeinde (gmina wiejska) Bledzew umfasst ein Gebiet von fast 248 km². Dazu gehören 12 Schulzenämter (sołectwa) mit 25 Ortschaften:
- Bledzew (Blesen)
- Chycina (Weißensee)
- Dębowiec (Eichberg)
- Goruńsko (Grunzig)
- Kleszczewo (Vorwerk Klischt)
- Nowa Wieś (Neudorf)
- Osiecko (Oscht)
- Popowo (Poppe)
- Sokola Dąbrowa (Falkenwalde)
- Stary Dworek (Althöfchen)
- Templewo/Templewo PGR (Tempel[4])
- Zemsko (Semmritz)

Die weiteren kleinen Ortschaften und Weiler sind:
- Bledzewka
- Elektrownia (Kraftwerk)
- Katarzynki
- Kryl
- Krzywokleszcz
- Małoszewo
- Osada Rybacka
- Pniewo (Osterwalde)
- Popowo-Leśniczówka
- Stary Dworek-Leśniczówka
- Stróżyny
- Templewko (Tempelwald)
- Tymiana